# Macrolenes
Macrolenes is een geslacht van kevers uit de familie bladkevers (Chrysomelidae).
De wetenschappelijke naam van het geslacht werd in 1837 gepubliceerd door Louis Alexandre Auguste Chevrolat.

## Soorten
- Macrolenes bellieri Reiche, 1860
- Macrolenes dentipes G.A. Olivier, 1808